# Судьба тела генерала Корнилова
Судьба тела генерала Корни́лова — совокупность событий и обстоятельств, включающих в себя историю гибели генерала Л. Г. Корнилова во время Гражданской войны в России, его тайного захоронения добровольцами, последовавшего акта Красного террора — извлечения из могилы и надругательства над трупом большевиками и красноармейцами при участии и поощрении представителей советской власти и командования Красной армии, а также воздания почестей и сохранения памяти генерала Корнилова в последующем.

## Гибель генерала и его похороны добровольцами
31 марта (13 апреля) 1918 г. во время неудачного штурма Екатеринодара погиб Главнокомандующий Добровольческой армии Генерального штаба генерал от инфантерии Лавр Георгиевич Корнилов.
Генерального штаба генерал-лейтенант А. И. Деникин, сменивший убитого на посту Главнокомандующего Добровольческой армии, писал впоследствии в «Очерках Русской Смуты»:

Неприятельская граната попала в дом только одна, только в комнату Корнилова, когда он был в ней, и убила только его одного. Мистический покров предвечной тайны покрыл пути и свершения неведомой воли.

Тело убитого главнокомандующего было отвезено добровольцами за 40 вёрст от города, в немецкую колонию Гначбау, где оно было 2 (15) апреля 1918 тайно предано земле одновременно с телом погибшего днем ранее его боевого товарища и уважаемого им человека — командира Корниловского полка Генерального штаба полковника М. О. Неженцева. Хоронили скрытно, в поле, в полукилометре от колонии. Чтобы не привлекать внимания посторонних, место захоронения было добровольцами сравнено с землей и хранилось в тайне — карты местности с координатами могил взяли с собой три офицера Корниловского ударного полка. По тем же соображениям старшие командиры Добровольческой армии прощались с Главнокомандующим, намеренно проходя место захоронения стороной, чтобы лазутчики красных не смогли точно определить этого места. И, тем не менее, местные жители всё же обратили внимание на то, как «кадеты зарывают кассы и драгоценности».
В тот же день Добровольческая армия, командование которой принял генерал А. И. Деникин, оставила немецкую колонию Гначбау.

## Извлечение тела генерала большевиками из могилы и глумление над ним

Фотография изуродованного тела Л. Г. Корнилова с дарственной надписью «На память американскому товарищу Акселю Гану», подаренная ему командующим красной Кавказской Армией Чистовым 23 апреля 1918

Оборот «открытки»: Дарственная надпись Чистова товарищу Акселю Гану

Утром следующего дня, 3 апреля, в окрестностях Екатеринодара, занимаемых во время штурма позициями добровольцев, появились большевики, первым делом бросившиеся искать якобы «зарытые кадетами кассы и драгоценности». Во время этих розысков большевики обнаружили свежие могилы, после чего, по приказу советского командующего Сорокина ими были выкопаны оба трупа. Увидев на одном из них погоны полного генерала, красные решили, что это и есть тело генерала Корнилова и, закопав тело полковника Неженцева обратно в могилу, тело бывшего Верховного Главнокомандующего Русской армии, в одной рубашке, накрыв брезентом, отвезли в Екатеринодар на повозке колониста Давида Фрука, где после надругательств и глумлений оно было сожжено. Как пишет генерал Деникин, общей уверенности в том, что найдено именно тело Лавра Георгиевича, не смогла поколебать даже оставшаяся в Гначбау в связи с болезнью и попавшая в плен к войскам Сорокина сестра милосердия Добровольческой армии, будучи привезённой большевиками в Особый отдел для опознания останков, уверявшая, что это не тело Корнилова, хотя сама и узнала генерала. Нашлись и люди, которые подтвердили большевикам обратное.
Въехав в Екатеринодар, повозка с телом Лавра Георгиевича направилась на Соборную площадь — во двор гостиницы Губкина, где проживали командующие Северо-Кавказской красной армии Сорокин, Золотарёв, Чистов, Чуприн и другие. Двор гостиницы был наполнен красноармейцами, которые ругали генерала Корнилова. В дни окончившегося гибелью генерала Корнилова штурма Екатеринодара добровольцами в осаждённом городе проходил съезд Советов. В ходе съезда была организована Кубанская советская республика и избран ВЦИК и СНК республики, в котором подавляющее большинство (10 из 16-ти членов) принадлежало большевикам. По итогам съезда Кубанская советская республика была объявлена частью РСФСР.
Сорокин и Золотарев распорядились сделать фотографии тела погибшего генерала. После фотографирования останков Сорокин и Золотарев приказали сорвать с тела китель и принялись при помощи своих ординарцев вешать тело на дереве и наносить по нему удары шашками. Только после того, как пьяные красные командиры искромсали тело генерала, последовал их приказ отвезти тело на городские бойни.
Генерал Деникин цитирует в «Очерках Русской Смуты» материалы Особой следственной комиссии по расследованию злодеяний большевиков:

Отдельные увещания из толпы не тревожить умершего человека, ставшего уже безвредным, не помогали. Настроение большевицкой толпы повышалось. Через некоторое время красноармейцы вывезли на своих руках повозку на улицу. С повозки тело было сброшено на панель.
Один из представителей советской власти, Золотарев, появился пьяный на балконе и, едва держась на ногах, стал хвастаться перед толпой, что это его отряд привез тело Корнилова, но в то же время Сорокин оспаривал у Золотарева честь привоза Корнилова, утверждая, что труп привезен не отрядом Золотарева, а темрюкцами. Появились фотографы, и с покойника были сделаны снимки, после чего тут же проявленные карточки стали бойко ходить по рукам. С трупа была сорвана последняя рубашка, которая рвалась на части, и обрывки разбрасывались кругом. «Тащи на балкон, покажи с балкона», — кричали в толпе, но тут же слышались возгласы: «Не надо на балкон, зачем пачкать балкон. Повесить на дереве». Несколько человек оказались уже на дереве и стали поднимать труп. «Тетя, да он совсем голый», — с ужасом заметил какой-то мальчик стоявшей рядом с ним женщине. Но тут же веревка оборвалась, и тело упало на мостовую. Толпа всё прибывала, волновалась и шумела.

Вскоре с балкона был отдан приказ толпе замолчать, и, после того, как голоса стихли, находившийся на балконе представитель советской власти стал доказывать, что привезённый труп принадлежит генералу Корнилову, у которого был один золотой зуб. Советский представитель призывал собравшихся лично удостовериться в этом: «Посмотрите и увидите». Тот факт, что на покойнике в гробу были генеральские погоны, также был доводом чиновника. В могиле, прежде чем дойти до трупа, обнаружили много цветов, «а так простых солдат не хоронят», — заключил он в завершение своей речи.
После того, как речь оратора с балкона закончилась, снизу с площади стали раздаваться крики с призывами тело генерала разорвать на клочки. В течение более четверти часа голова Лавра Георгиевича перебрасывалась, как мяч, ногами красноармейцев по всей площади... Лишь спустя два часа красное командование отдало приказ увезти труп на городские бойни и сжечь. Тело было к этому моменту уже совершенно неузнаваемо и представляло собой бесформенную массу, обезображенную ударами шашек и бросанием об землю. Тем не менее и по дороге на городские бойни глумление продолжалось: к трупу подбегали отдельные лица из толпы, вскакивали на повозку, наносили удары шашкой, бросали камнями и землей, плевали в лицо. При этом воздух оглашался грубой бранью и пением хулиганских песен.
Даже в советской историографии обращение большевиков с телом убитого генерала называется словом глумление, а о допустившем осквернение и сожжение тела советском командующем И. Сорокине упоминается с явным осуждением.
По прибытии на городские бойни тело сняли с повозки и, в присутствии высших представителей большевистской власти, прибывших к месту зрелища на автомобилях, стали жечь, обложив предварительно соломой. Когда огонь уже начал охватывать обезображенный труп, подбежали солдаты и стали штыками колоть тело в живот, потом подложили ещё соломы и опять жгли. В течение одного дня не удалось окончить этой работы: на следующий день большевики продолжали жечь останки генерала, жгли и растаптывали ногами. Позже собранный пепел был развеян по ветру. Посмотреть на это зрелище собрались из Екатеринодара все высшие командиры и комиссары, бывшие в городе.
Имеются сведения — значится в материалах Особой следственной комиссии по расследованию злодеяний большевиков — что один из большевиков, рубивших труп генерала Корнилова, заразился трупным ядом и умер.
Через несколько дней большевистские власти устроили «похороны Корнилова»: по городу прошествовала шутовская процессия ряженых в сопровождении толпы народа. Городские жители по этому поводу были обложены «контрибуцией на помин души»: останавливаясь у подъездов, ряженые звонили и требовали у людей денег «на помин души Корнилова».

## Легенда об исчезновении тела генерала Корнилова и её опровержение
В своём исследовании, посвящённом жизни и борьбе генерала Корнилова, современный историк В. Ж. Цветков приводит и одновременно опровергает легенду, повторенную А. Сувориным в его книге о том, что тело генерала Корнилова якобы исчезло и глумились 3 апреля большевики, таким образом, якобы не над ним. Вполне вероятно, что эта легенда дошла до Суворина благодаря дезинформационной публикации в «Известиях» Екатеринодарского совета рабочих и солдатских депутатов от 15 и 18 апреля 1918 г., в которых на видном месте была помещена заметка, начинавшаяся следующими словами: «16 апреля, в 12 часов дня, отряд т. Сорокина доставил в Екатеринодар из станицы Елизаветинской труп героя и вдохновителя контрреволюции — генерала Корнилова. Часть лица и левый висок его лба были пробиты шрапнелью, пальцы изранены. Одет он был в серую чистую рубашку». Согласно публикациям, могила генерала Корнилова была вскрыта в соответствии с указаниями «священника из станицы Елизаветинской», сообщившего, что «Корнилов убит и похоронен на кладбище Воскресенской церкви». Далее в заметке говорилось: «После сфотографирования труп Корнилова был отправлен за город, где и был предан сожжению». Опровергая данную легенду, В. Ж. Цветков в частности пишет:

Надо ли говорить, что Корнилов не был похоронен в станице Елизаветинской и он не был убит шрапнельной гранатой.

## Расследование акта вандализма после взятия Екатеринодара В. С. Ю. Р

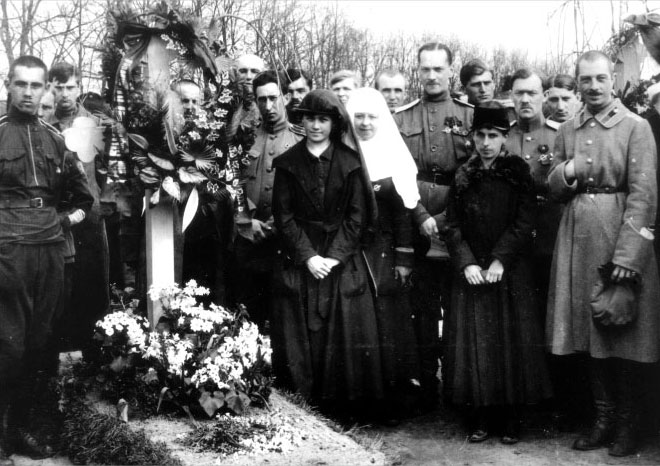
Первопоходники у символической могилы генерала Корнилова

О том, что большевики вырыли тело генерала из могилы и затем, после длительного таскания по городу, его уничтожили, в Добровольческой армии известно не было. После взятия через 4 месяца армией генерала Деникина Екатеринодара в ходе Второго Кубанского похода, 6 августа 1918 г., было назначено торжественное перезахоронение генерала Корнилова в усыпальнице кафедрального собора. Организованные раскопки обнаружили лишь гроб с телом полковника Неженцева. В разрытой же могиле Л. Г. Корнилова был ими обнаружен лишь кусок соснового гроба. Проведённое расследование акта Красного террора потрясло семью Лавра Георгиевича. Горе Таисии Владимировны — вдовы Лавра Георгиевича, приехавшей на похороны супруга в надежде увидеть его хотя бы мертвым, было очень тяжёлым — в итоге она даже обвинила генералов Деникина и Алексеева в том, что тело погибшего Главнокомандующего Добровольческой армии не вывезли вместе с армией и отказалась присутствовать на панихиде. Она ненамного пережила мужа и скончалась 20 сентября 1918 г. — через шесть месяцев после него. Её похоронили рядом с фермой, где оборвалась жизнь Лавра Георгиевича. На месте гибели генерала Корнилова — ему и его жене — добровольцами были поставлены два скромных деревянных креста.

## Память

Панихида по генералу Корнилову. Екатеринодар, «Ферма»

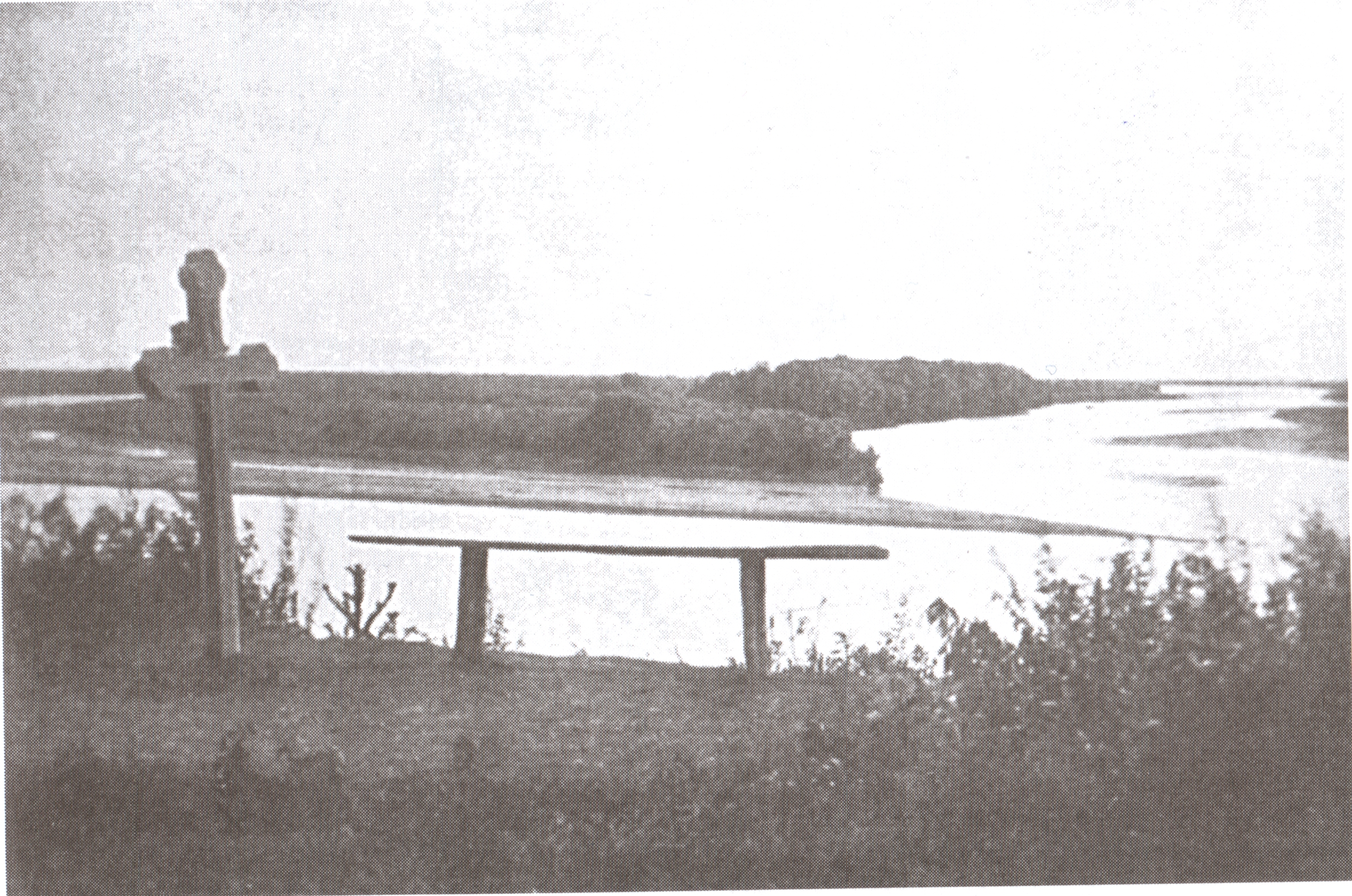
Место, где скончался генерал Корнилов

Как пишет современный историк В. Ж. Цветков, гибель генерала не стала концом Белого движения на юге России: Добровольческая армия выстояла в дни «Ледяного похода» и сделала имя генерала Корнилова символом своей борьбы, патриотизма и любви к Родине. В Зарубежье его подвиги вдохновляли русскую молодежь, так в 1930 году, Организационное бюро по подготовке учредительного съезда Национально-трудового союза нового поколения (НТСНП) отмечало:

Нашим знаменем должен быть образ генерала Корнилова и мы должны помнить, что в борьбе с большевизмом под национальным флагом нет места ни партийности, ни классам.

В 1919 году на ферме, где погиб Главнокомандующий Добровольческой армии, был создан Музей генерала Корнилова, а вблизи — на берегу Кубани — была устроена символическая могила Лавра Георгиевича. Рядом находилась могила Таисии Владимировны — супруги генерала. Кроме того, уже летом 1919 г. в Омске велась подготовка к установке памятника генералу Корнилову вблизи здания кадетского корпуса.
Когда в 1920 году на Кубани окончательно установилась советская власть, музей и могилы большевики, войдя в Екатеринодар, сразу же уничтожили, захоронения Корниловых разорили. Ферма сохранилась.
В 2004 году городская администрация города Краснодара (в 1918 г. — Екатеринодар) приняла решение о воссоздании музейной экспозиции, посвященной генералу Корнилову и Белому движению.

## Оценки материалов Особой комиссии
Военный историк Армен Гаспарян считает, что в изложении фактов глумления над телом генерала Корнилова Особая комиссия по расследованию злодеяний большевиков была беспристрастна.

## Реакция на события. Последствия осквернения тела Корнилова
История с уничтожением тела генерала Корнилова учитывалась добровольцами впоследствии. Так, после наступления красных войск на Кубань в начале 1920 года специальный отряд дроздовцев, зная, как обращаются красные с могилами белых вождей, ворвался в оставленный Екатеринодар и вывез из уже захваченного красными города останки Генерального штаба генерал-майора М. Г. Дроздовского и полковника Туцевича, похороненных ранее в Кубанском войсковом соборе Святого Александра Невского. Останки были погружены на транспорт в Новороссийске, перевезены в Севастополь и тайно, так как не было уверенности в том, что Белый Крым устоит, перезахоронены позже на Малаховом кургане.
В то же время, в начале 1920 года — при отступлении ВСЮР — был перевезён из Войскового собора Кубанского казачьего войска в Сербию и перезахоронен в Белграде прах Генерального штаба генерала от инфантерии М. В. Алексеева.
Точно так же поступили на Дальнем Востоке России каппелевцы в 1920 году. После смерти Генерального штаба генерал-лейтенанта В. О. Каппеля во время Великого Сибирского Ледяного похода было принято решение не хоронить тело командующего армиями Восточного фронта на месте его смерти во избежание поругания его большевиками. Отступающие войска везли положенное в гроб тело генерала с собой почти месяц, пока не достигли Читы, где Каппель и был похоронен в кафедральном соборе Александра Невского (чуть позже его прах был перенесён на кладбище Читинского женского монастыря). Однако уже осенью 1920 года при подходе частей красной армии к Чите оставшиеся в живых каппелевцы перевезли гроб с телом генерала в Харбин (северный Китай) и погребли его у алтаря Иверской церкви.
Историк В. Ж. Цветков приводит в своей работе о генерале Корнилове цитату из газеты «Русская армия» 1922 года, посвящённой годовщине гибели Каппеля:

…Когда пришлось оставлять и Читу, — прах Каппеля был вырыт из могилы и отправлен в Харбин, где и покоится сейчас на русском кладбище. Покоится временно, до тех пор, когда можно будет прах вождя русского национального движения возвратить родной земле. До тех пор даже мертвому нет заслуженного покоя. Мы знаем, что даже над трупом покойника могут быть издевательства, какие были над трупом генерала Корнилова, вырытого из могилы и отданного на глумление дикой толпе. До тех пор даже не можем сказать обычной фразы, которую говорят над могилой. Не можем сказать — мир праху твоему. Такова доля смертников нашего лагеря. Бушующая красная толпа не терпит даже их могил

Военный историк Армен Гаспарян пишет, что глумления над телом Главнокомандующего Добровольческой армией и шефа своего полка никогда не были забыты в Корниловском ударном полку — одной из элитных «цветных» частей ВСЮР, который с тех пор не брал в плен ни комиссаров, ни офицеров, служивших в Красной армии. Таким образом, эти обстоятельства издевательств над телом генерала Корнилова оказали определённое влияние на последующую ожесточённость Гражданской войны.
Весной 1918 года военачальник враждебной России и странам Антанты в ходе Первой мировой войны Германии, после Брест-Литовского мира командующий германскими оккупационными войсками на Украине генерал фон Арним интересовался у представителей «красного Ростова» участью генерала Корнилова. Реакция немецкого командующего на полученные известия была выражена его ответом: «Не умеете вы, русские, ценить своих талантливых полководцев».
Информация о глумлении над телом Корнилова получила известность и в зарубежной историографии и печати. Так, американский историк Питер Кенез пишет в своей книге «Красная атака, белое сопротивление. 1917—1918»:

Вместо того, чтобы продолжать сражение с контрреволюционерами, что было бы всё ещё опасно, Сорокин вернулся в Екатеринодар, чтобы устраивать парады и демонстрации, выставляя тело Корнилова, которое было сожжено после ненужного спектакля.

## Недостаточная освещённость проблемы
Начальник отдела Росархива Н. А. Мышов писал в своей вступительной статье к публикации «Воспоминаний штабс-капитана А. Тюрина о смерти генерала Корнилова», что долгие годы в СССР читатель мог почерпнуть подробности гибели генерала Корнилова, а также судьбы его могилы, лишь из романа «красного графа» А. Н. Толстого. Н. А. Мышов указывает на то обстоятельство, что даже в монографии советского историка Г. З. Иоффе «Белое дело. Генерал Корнилов», выпущенной накануне падения советской власти в России, о гибели полководца упоминается лишь вскользь, однако факт глумления советских войск во главе с их командующим над телом убитого бывшего Верховного главнокомандующего отмечается чётко.
Н. А. Мышов указывает, что даже, несмотря на тот факт, что стали доступны архивные материалы, в которых содержатся сведения, способные пролить новый свет на эту проблему, тем не менее, и для них «характерны отрывочность и фрагментарность описания». И всё же, как пишет далее Н. А. Мышов, «одним из документов, не только отражающим происходящие события, но и передающих их эмоциональный фон, являются мемуары штабс-капитана А. Тюрина. „Сердце не выдержало…“ (Воспоминания штабс-капитана А. Тюрина о смерти генерала Корнилова) // Отечественные архивы. — 2002. — № 4.» Указанные воспоминания штабс-капитана А. Тюрина были опубликованы в июле 1919 года в малотиражном издании «Последние известия Верховного Главнокомандующего и осведомительного бюро штаба округа», которое предназначалось руководству Приамурского военного округа. Об авторе — А. Тюрине — известно, что до организации Добровольческой армии генералами Алексеевым и Корниловым, он служил при штабе походного атамана Войска Донского под началом атамана А. М. Каледина, позднее — уже при штабах руководителей Добровольческой армии генералов М. В. Алексеева и Л. Г. Корнилова. Штабс-капитан был непосредственным участником военных действий весны 1918 г. на юге России и очевидцем гибели Л. Г. Корнилова, которые и отражены в его воспоминаниях. Н. А Мышов указывает, что неизвестно, каким образом попали эти записи на Дальний Восток, однако их публикация в то время имела большое значение, так как вносила определённую ясность в вопрос об обстоятельствах смерти Корнилова.